# 民主友愛太陽国民連合
民主友愛太陽国民連合（みんしゅゆうあいたいようこくみんれんごう）は、日本にかつて存在した国会における院内会派である。

## 概要
1997年、新進党の解散により国会議員が100名以上所属する政党は自民党のみとなった。一方、野党第一党となった民主党は衆議院でわずか50を超える議席に過ぎなかった。
翌1998年1月、新進党解党により結成された国民の声、新党友愛の各党は結成と同時に、民主党、太陽党、フロム・ファイブ、民主改革連合の野党共闘を目指す勢力と院内会派「民主友愛太陽国民連合」を結成した。会派名はそれぞれの政党の一部を取り入れたものであった。略称は「民友連」で、その後民政党結党に伴い、正式な会派名として変更された。参議院では結成当初から「民友連」の名称を使用していた。代表には左藤恵が就任した。
しかし、第18回参議院議員通常選挙を臨むには統一会派ではやはり限界があり、統一新党の結成を目指す動きが活発になった。そのため細川護煕が新党準備委員会議長に就任して各党と折衝を行った。
結成過程において、民主党内の旧社会党出身議員の存在を嫌う一部保守系議員が新党に参加せず、自民党へ入党する事態が発生したが、「新党名は民主党、民主党以外の各党が解散して民主党に合流する」方式で統一新党を結成することが決定した。
1998年3月、自民党・新井将敬の死去に伴い実施された衆議院東京4区の補欠選挙では、前回の総選挙で新進党公認で立候補し落選した松原仁を民友連統一の無所属候補として擁立したが、東京都選出の参議院議員から鞍替え立候補した森田健作に敗れた。
4月27日、新・民主党が結成され、旧民主党代表の菅直人が代表に就任した。

## 沿革
- 1998年1月5日：民主党・新党友愛・国民の声・太陽党・フロムファイブ・民主改革連合の各党代表が会談。同月12日から始まる通常国会に向けて出来るだけ早い時期に衆議院における統一会派を結成することで合意する。
- 1998年1月7日：統一会派結成に合意した野党6党の党代表と幹事長が会談。会派結成の正式決定（統一会派結成宣言）と「当面する政策課題についての合意」とりまとめと、会派名称を「民主友愛太陽国民連合」とすることを決定する。
- 1998年1月8日：野党6党、統一会派「民主友愛太陽国民連合」（略称：「民友連」）の会派結成届を衆議院事務局に提出する。参議院でも「民友連」の会派結成届を参議院事務局に提出。また幹事長と政策責任者会議座長、国対委員長会議座長は3グループ（1.民主党、2.友愛と民改連、3.国民・太陽・フロムファイブ）から二カ月ごとに輪番で出すことを決定。衆議院民友連は97名、参議院民友連は41名。
- 1998年1月9日：衆議院の民友連に、日本新党出身で無所属（元新進党）の伊藤達也が参加、会派議席数は98名に。
- 1998年1月13日：無所属（元新進党）の木幡弘道が衆議院民友連に参加、会派議席数は99名に。
- 1998年1月23日：国民の声、太陽党及びフロムファイブが合併して「民政党」を結成する。
- 1998年2月15日：民主党を除籍された井上一成の会派離脱届を衆議院事務局に提出、会派議席数は98名に。
- 1998年3月9日：政権戦略会議議長の細川護熙が「新党の党名は民主党とし、民主党を存続政党として残す」提案を民友連を構成する各党に示す。
- 1998年3月12日：民友連を構成する民主・民政・友愛・民改連の代表、民主党以外の各党が解散して民主党に合流する形での新党結成に合意。
- 1998年4月13日：民友連、会派名を衆議院は「民主党」、参議院は「民主党・新緑風会」に変更。民政党衆議院議員の小坂憲次が民主党への不参加を表明。
- 1998年4月21日：民政党の伊藤達也が、民主党への不参加を表明。
- 1998年4月23日：民政党衆議院議員の左藤恵・粟屋敏信が民主党への不参加を表明。